# Ivo Lopes
Ivo Miguel Lopes (* 20. September 1996 in Lissabon) ist ein portugiesischer Motorradrennfahrer.

## Statistik

### Erfolge
- 2016: FIM CEV Superstock 600-Europameister

und 
- 2013 im FIM Superstock 1000 Cup

### In der Supersport-Weltmeisterschaft
| Saison | Team                     | Motorrad      | Rennen | Siege | Zweiter | Dritter | Poles | Schn. Runden | Punkte | Ergebnis |
| ------ | ------------------------ | ------------- | ------ | ----- | ------- | ------- | ----- | ------------ | ------ | -------- |
| 2018   | ENI_Motor7_Pequeno Motos | Yamaha YZF-R6 | 1      | –     | –       | –       | –     | –            | 0      | –        |
| Gesamt | Gesamt                   | Gesamt        | 1      | 0     | 0       | 0       | 0     | 0            | 0      |          |

### In der CEV-Moto2-Europameisterschaft
| Saison | Team                     | Motorrad | Rennen | Siege | Zweiter | Dritter | Poles | Schn. Runden | Punkte | Ergebnis |
| ------ | ------------------------ | -------- | ------ | ----- | ------- | ------- | ----- | ------------ | ------ | -------- |
| 2014   | Pequeno-Motos/IXS        | Yamaha   | 2      | –     | –       | –       | –     | –            | 0      | 38.      |
| 2015   | Pequeno-Motos/IXS        | Yamaha   | 2      | –     | –       | –       | –     | –            | 0      | 37.      |
| 2016   | Pequeno-Motos/IXS        | Kawasaki | 10     | –     | –       | –       | –     | –            | 3      | 29.      |
| 2017   | Easyrace Moto2 Team      | Suter    | 2      | –     | –       | –       | –     | –            | 17     | 19.      |
| 2018   | ENI_Motor7_Pequeno Motos | Yamaha   | 2      | 1     | –       | –       | –     | –            | 35     | 13.      |
| Gesamt | Gesamt                   | Gesamt   | 18     | 1     | 0       | 0       | 0     | 0            | 55     |          |

### In der CEV-Superstock-600-Meisterschaft
| Saison | Team                     | Motorrad | Rennen | Siege | Zweiter | Dritter | Punkte | Ergebnis |
| ------ | ------------------------ | -------- | ------ | ----- | ------- | ------- | ------ | -------- |
| 2014   | Pequeno-Motos/IXS        | Yamaha   | 2      | –     | –       | –       | 10     | 17.      |
| 2015   | Pequeno-Motos/IXS        | Yamaha   | 2      | –     | 2       | –       | 40     | 5.       |
| 2016   | Pequeno-Motos/IXS        | Kawasaki | 10     | 5     | 1       | 2       | 190    | Meister  |
| 2018   | ENI_Motor7_Pequeno Motos | Yamaha   | 2      | 2     | –       | –       | 50     | 8.       |
| Gesamt | Gesamt                   | Gesamt   | 16     | 7     | 3       | 2       | 290    |          |

### Im FIM Superstock 1000 Cup
| Saison | Team           | Motorrad          | Rennen | Siege | Zweiter | Dritter | Poles | Schn. Runden | Punkte | Ergebnis |
| ------ | -------------- | ----------------- | ------ | ----- | ------- | ------- | ----- | ------------ | ------ | -------- |
| 2013   | HM Racing Team | Suzuki GSX-R 1000 | 1      | –     | –       | –       | –     | –            | 0      | 43.      |
| Gesamt | Gesamt         | Gesamt            | 1      | 0     | 0       | 0       | 0     | 0            | 0      |          |

### Im Red Bull MotoGP Rookies Cup
| Saison | Rennen | Siege | Zweiter | Dritter | Poles | Schn. Runden | Punkte | Ergebnis |
| ------ | ------ | ----- | ------- | ------- | ----- | ------------ | ------ | -------- |
| 2011   | 15     | –     | 1       | –       | –     | –            | 93     | 8.       |
| 2012   | 15     | –     | 1       | 1       | 1     | –            | 99     | 10.      |
| Gesamt | 30     | 0     | 2       | 1       | 1     | 0            | 192    |          |